# Igreja de Ichuac
A Igreja de Ichuac (castelhano: Iglesia de Ichuac) é uma igreja católica localizada na localidade de Ichuac, comuna de Puqueldón, no Chile. Forma parte do grupo de 16 igrejas de madeira de Chiloé qualificadas como Monumento Nacional do Chile e reconhecidas como Patrimônio da Humanidade pela Unesco.
Integra a diocese de Ancud e seu santo patrono é Nossa Senhora da Candelária, cuja festa celebra-se em 2 de fevereiro.